# Vanity Fair (1923)
Vanity Fair é um filme mudo dirigido por Hugo Ballin e lançado por Samuel Goldwyn.

## Elenco
- Mabel Ballin como Becky Sharp
- Hobart Bosworth como Marquês de Steyne
- George Walsh como Rawdon Crawley
- Harrison Ford como George Osborne
- Earle Foxe como Capitão Dobbin
- Willard Louis como Joseph Sedley
- Eleanor Boardman como Amelia Sedley
- Bobby Mack como Sir Pitt Crawley (como Robert Mack)
- William J. Humphrey como Mr Sedley (creditado como William Humphreys)
- Dorcas Matthews como Lady Jane
- Laura La Varnie como Miss Crawley
- James A. Marcus como Velho Osborne
- Eugene Acker como Max
- Leo White como Isadore
- Tempe Pigott como Sra Sedley

## Status de Preservação
O Filme atualmente é considerado perdido.